# Ursula Vernon

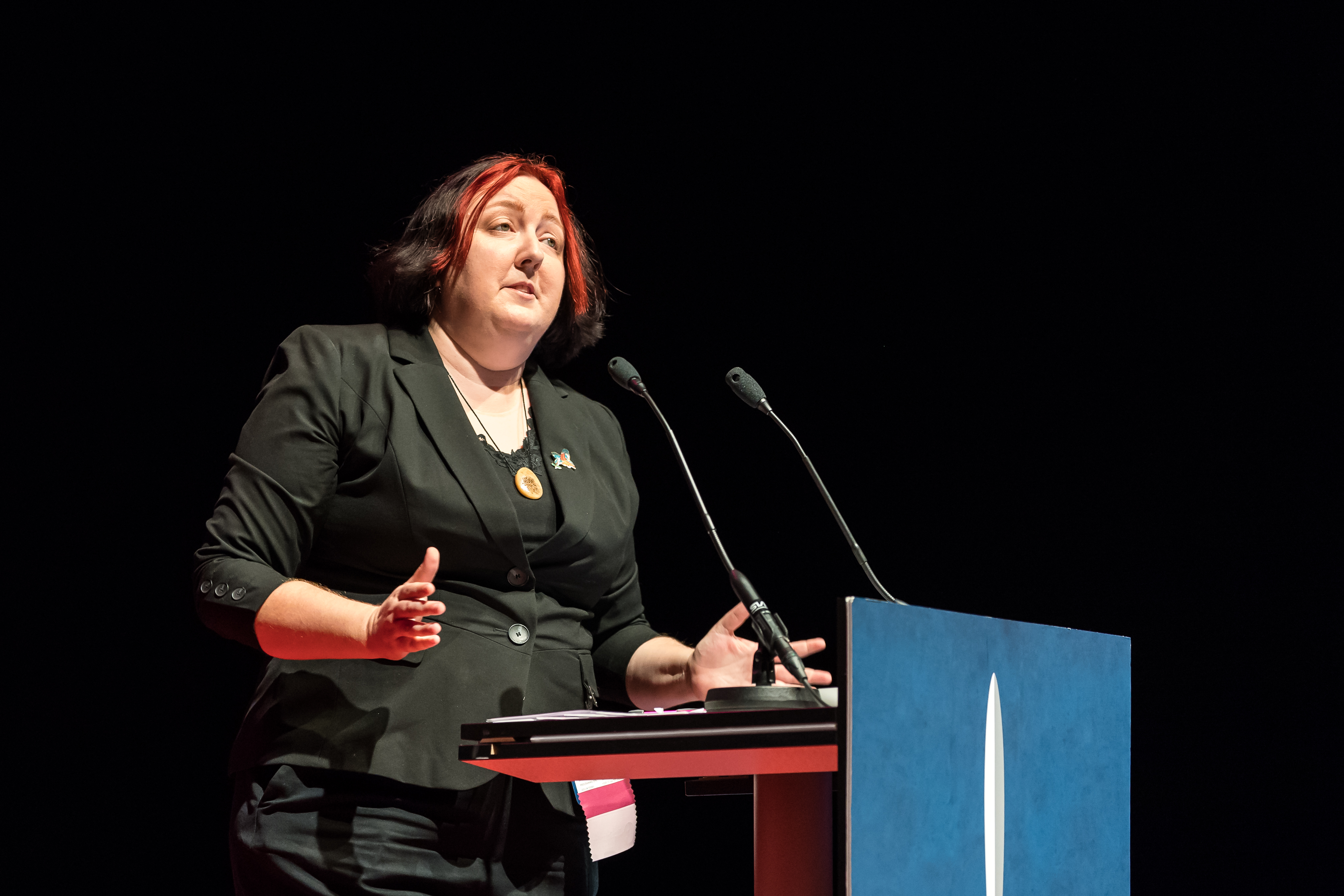
Ursula Vernon bei der Entgegennahme des Hugo Award, Helsinki 2017.

Ursula Vernon (* 28. Mai 1977) ist eine US-amerikanische Schriftstellerin und Illustratorin. Sie publiziert Kinderbücher und Graphic Novels sowie Fantasy. Für mehrere ihrer Werke erhielt sie Auszeichnungen. Literatur für ein etwas älteres Publikum veröffentlicht sie auch unter dem Pseudonym T. Kingfisher.

## Leben
Ursula Vernon wuchs in Oregon und Arizona auf. Sie studierte Anthropologie am Macalester College in Saint Paul, Minnesota. Ihr erstes Kinderbuch, Nurk: The Strange Surprising Adventures Of A (Somewhat) Brave Shrew, wurde im Jahr 2008 veröffentlicht. Für ein anderes Kinderbuch, Castle Hangnail, erhielt sie 2016 den Mythopoeic Award. Diesen Preis hatte sie bereits 2013 in der Kategorie „Adult Literature“ für die Reihe Digger (6 Bände) erhalten. Die Graphic Novel Digger wurde außerdem 2012 mit dem Hugo Award (Hugo Award for Best Graphic Story) ausgezeichnet. Den Hugo Award gewann sie 2017 erneut, diesmal in der Kategorie „Best Novelette“ für The Tomato Thief. Im Jahr 2015 erhielt sie für Jackalope Wives den Nebula Award in der Kategorie „Best Short Story“. 2023 erhielt ihr Roman What Moves the Dead den Locus Award in der Kategorie „Best Horror Novel“. Im gleichen Jahr gewann ihr Roman Nettle & Bone den Hugo Award.
Zusammen mit ihrem Mann Kevin Sonney schreibt sie einen Podcast über billiges Essen, das manchmal von zweifelhafter Qualität ist.

## Werke
Ursula Vernon hat sowohl Webcomics wie gedruckte Werke veröffentlicht. Zu den Kinderbüchern gehören die Dragonbreath Serie und die Hamster Princess Serie. An eine etwas ältere Leserschaft richten sich (Auswahl) Black Dogs (2 Bände) oder unter dem Pseudonym T. Kingfisher Clockwork Boys und The Wonder Engine (Clocktaur War Book 1 & 2) oder A Wizard's Guide to Defensive Baking.
Folgende Werke unter dem Pseudonym T. Kingfisher sind seit 2024 auch auf Deutsch erschienen:
- Was die Toten bewegt. Cross Cult Entertainment, Ludwigsburg 2024, ISBN 978-3-986-66457-2 (engl. Original: What Moves The Dead, Titan Publ. Group Ltd., 2022) übersetzt von Elena Helfrecht - Eine Nacherzählung von Edgar Allan Poes Klassiker Der Untergang des Hauses Usher
- Was die Nacht verschweigt. Cross Cult Entertainment, Ludwigsburg 2024, ISBN 978-3-986-66588-3 (engl. Original: What Feasts at Night, Titan Publ. Group Ltd., 2024) übersetzt von Elena Helfrecht - Die Fortsetzung von Was die Toten bewegt
- Wie man einen Prinzen tötet. Eichborn, Köln 2024, ISBN 978-3-847-90183-9 (engl. Original: Nettle And Bone, Titan Publ. Group Ltd., 2023) übersetzt von Jasmin Schreiber
- The Hollow Places: Kara und die rätselhafte Welt hinter den Dingen. Eichborn, Köln 2024, ISBN 978-3-847-90164-8 (engl. Original: The Hollow Places, Titan Publ. Group Ltd., 2020) übersetzt von Sonia Bonné